# La Poma, Argentina
La Poma är en kommunhuvudort i Argentina.   Den ligger i provinsen Salta, i den norra delen av landet, 1 300 km nordväst om huvudstaden Buenos Aires. La Poma ligger 3 016 meter över havet och antalet invånare är 615.
Terrängen runt La Poma är bergig söderut, men norrut är den kuperad. La Poma ligger nere i en dal som går i nord-sydlig riktning. Trakten runt La Poma är nära nog obefolkad, med mindre än två invånare per kvadratkilometer.. Det finns inga andra samhällen i närheten. 
Omgivningarna runt La Poma är i huvudsak ett öppet busklandskap.